# 残間昭彦

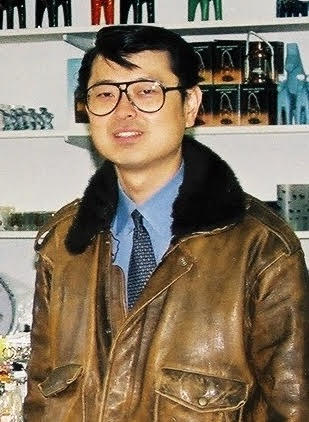
残間 昭彦

残間 昭彦（ざんま あきひこ、1962年（昭和37年）8月6日 - ）は、日本の随想作家（エッセイスト）。紀行や命をテーマにした、抒情的作風で知られる。日本ペンクラブ会員。長野県を拠点に活動する。ログハウスの販売を行うスウェーデンログハウス株式会社の代表取締役も務める。

## 略歴
生命保険会社勤務の父（昭一）と看護婦の母（ヨシ子）の元、第二子として新潟県新潟市に生まれる。厳格かつ癇性な父に対し、母は歌が好きでよく笑いよく泣く情感豊かな人であった。父の転勤に伴い、生後まもなく鎌倉へ転居。その後、横浜、新潟、盛岡、富山と慌ただしく引越しを繰り返す幼少期を経て、11歳の時に埼玉県蕨市に移住。
生来より苛められっ子の気質であった残間は、三度目の転校となった小学校においても例外ではなく、ある苛められっ子をかばったことが切っ掛けとなり、またも苛めの標的とされた。その後、苛め側の首謀者と取っ組み合いの喧嘩をし、ひょんなことから無二の友となり、家族ぐるみの付き合いとなった。およそ30年後、その友と再会するというドラマ的な場面が著書に描かれている。
1975年、蕨市立東中学校に入学。バスケットボール部を3ヶ月でやめ、柔道部へ転部するも、入部二日目にして鎖骨を折り休部。復帰後は再び柔道に青春をかけるも、試合では一度もレギュラー選手とならなかった。
1978年、埼玉県立大宮武蔵野高等学校に入学。子供のころから絵を描くのが好きだった残間は、高校入学とともに美術部に入った。しかし、女子30人に対し男は自分1人という環境に馴染まず、半年後、退部して柔道同好会を発起。だが、顧問教諭がつかずに部への昇格は為し得ず、荒川の土手で筋トレや乱取りをする日々であった。
また、文化祭実行委員や生徒会役員を勤め、学校行事の運営にも積極的に関った。同時期、生徒会文集や学校新聞にエッセイを寄稿するなど、物書きとしての片鱗を見せはじめた。
高校卒業後の1981年、昔からインテリア関係の職業に憧れていたため、東京デザイナー学院のインテリアデザイン科に進学。真意はインテリアコーディネーター科を志望していたが、当時そのような科を持つ学校はなく、半ば不本意な進学であった。そのため、好きな授業しか受けないという姿勢をとりながらも、どうにか単位だけはおさめた。しかし、卒業制作の提出期限を過ごしたため、卒業ではなく修了という肩書きとなった。後年、改めてインテリアコーディネーターの通信講座を受講し、国家資格試験を受けるも不合格となる。
1983年、専門学校の卒業を逃したため就職にも溢れ、半年ほど図書製本工場で働きながら、日本大学通信教育部文学専攻にて学ぶ。同年秋、東京渋谷の室内装飾会社に就職。翌年、仕事多忙を理由に学業を断念し日大通教を去る。
いくつかの室内装飾や建築業の会社に勤めた後、1987年、一般建設業として独立起業。同年、父母が離婚。残間家の籍を抜けた母・ヨシ子は、旧姓（金子）に戻す手続きが面倒だからという理由から生涯残間性を名乗った。しかし、その実は、子との絆を留めたいとの意図ではなかったかと残間は推察する。このころ、一般に普及しはじめたワープロ（ワードプロセッサ）を使い散文を書くようになり、著作への憧れを持った。一方で、建築・インテリア関係を生業とするという方針は変わらず、1994年以降は北欧産ログハウスの輸入、販売、建築の業に転身。
2001年、都会の喧騒を逃れ、長野県の安曇野へ移り、定住。この年、9.11同時多発テロの勃発を切っ掛けに、平和への想いを綴りタウン誌などに掲載。2003年、上記のレポートを冊子にまとめ、『八月六日という日に生まれて ─ 戦争絶対悪への叫び ─』として自費出版、広島平和記念資料館、長崎原爆資料館など、各地の平和資料館や書店にて小規模販売。文筆業への一歩を踏んだが、父親の理解と評価を得ず、その年の9月に父は他界。糖尿病疾患による、または自死であった等の風説があるが、それについて残間は積極的に語ろうとせず、真相は不明。
2005年、 紀行エッセイ『白夜の風に漂う ─ ビジネスマンが歩いたスウェーデン ─』を刊行。また、『私のたからものⅡ』（日本文学館刊）に作品が収録される。
2007年、平和エッセイ『八月の交響楽《シンフォニー》 ─ 忘れてはいけないことを忘れるために ─ 』を刊行。
2020年、2016年に脳腫瘍で他界した母親の生と死に向き合いつつ、命や看取りというものへの考察を日記と短歌で綴った追悼エッセイ『ありがとうをもう一度』を刊行。
文筆業の傍ら、ログハウスの販売・建築を手掛けるスウェーデンログハウス株式会社（安曇野市）の代表取締役も務める。

## 人物
- 就学期から青年期過ぎまでの30～40年を、発達障害の一つである難読症（ディスレクシア）に苦しんだ（今も軽度の難読症状を残す）。そのため、作家としては読書量は多くない。それでも、決して本を嫌うことなく、一冊を半年から一年ほどもかけて読み、主に偉人伝やエッセイなどを好んだ。それゆえ、苦労して読破した本をこよなく大切にし、且つまた、誰もが読み易いと感じる筆致方を身に付けた。
- 小中学校でのいじめや、部活動・就職・仕事での問題など、様々なことに苦労した半生であったが、残間自身はそうしたことに頓着せず、「塞翁が馬。知足を旨として長生きすれば 最後に帳尻が合う。」を信条としている。
- 独特な文体の出生については、「幼いころ母に歌い聴かされた童謡と、思春期にラジオで流れていたフォークソングが私淑となっている」と答えている。
- 歴史、取り分け幕末史に興味が深く、坂本龍馬に心酔。座右の銘は「己を完成し世を補益する」（嘉納治五郎 言）。
- 身長176cm、血液型O型。

### ルーツ（祖先の起源）
「残間」姓は、新潟県・福島県・宮城県で主に見られる名字である。残間家の起りは奥州山中の豪族に始まるとされ、その詳細は「御山守残間家文書　仙台藩御山守資料」（大郷町教育委員会編・宝文堂刊）に記されている。
伊達政宗が岩出山城へ入城し、奥州の覇者となった天正19年（1591年）から遡ること数百年、今で言う宮城県黒川郡あたり一帯を治める豪族があり、その名を板谷と称した。その起源は、一説に、平家の落人が逃げ延びた先で集落をつくった残党の末裔であるとも伝承されているが、定かではない。
その後の板谷氏本流は、南北朝時代、足利尊氏討伐のため北畠顕家に伴い畿内へ侵攻し、界・滋賀などに領地を得た。対し、奥州に留まった郎党らは、「残留者を隔て間を置く（間とは区切られた場所の意）」という意に因み残間と氏姓を名乗り、豪族の身でありながら武力に関わらず、山林に生業を営む分際として密かに存在しつづけた。
戦国の世、政宗の台頭により、一族は近世支配体制の突風を受け、戦国の俗世へと引きずり出されることとなった。しかし、当時の当主・残間藤右衛門は、戦を避け領民の安寧を第一とするべく自ら帰順の道を進んで選び、所領の多くである凡そ六百町歩もの山林を政宗へ献上し、同地の御山守（おやまもり）の任へと下り、戦国から江戸、そして明治の世を過ごし、現在に至っている。現在、十五代・武久（仙台市在住）が総本家当主の座に在る。
江戸期、残間家は藩の制度上においては百姓並波となっていたが、御林（藩直轄林）の御山守という特別な役目を代々勤めた名家であり、時に肝入（名主）や地肝入（村役人の筆頭）となった事もあることから、事実上は役人格（武士）の家柄とされた。
残間一族の祖については、慶長三陸地震の際（1611年12月2日〈慶長16年10月28日〉）その復興普請においての活躍や大蛇退治の逸話など、興味深いエピソードが多く残されている。残間昭彦の家は、明治維新後に分家から更に分家を受け、曽祖父の代に福島から新潟へ居を転じ農家を営んだ。

## 著書
- 八月六日という日に生まれて ─ 戦争絶対悪への叫び ─（2003年　自費出版）
- 私のたからものⅡ（共著、2005年、日本文学館刊）
- 白夜の風に漂う ─ ビジネスマンが歩いたスウェーデン ─（2005年、日本文学館刊）
- 八月の交響楽《シンフォニー》 ─ 忘れてはいけないことを忘れるために ─ （2007年　安曇野平和芸術館設立準備委員会編）。
- ありがとうをもう一度（2020年　幻冬舎刊）。

## メディア出演
- 2015年11月、あづみ野FM「おひさまサークル」ゲスト出演
- 2019年6月、あづみ野FM「おひさまサークル」ゲスト出演
- 2019年8月、あづみ野テレビ「HOT ラインANC」ゲスト出演
- 2020年6月、あづみ野テレビ「HOT ラインANC」ゲスト出演
- 2020年7月、あづみ野FM「おひさまサークル」ゲスト出演
- 他、「信濃毎日新聞」「中日新聞」「朝日新聞」「市民タムス」等、記事多数